# Cíclotron

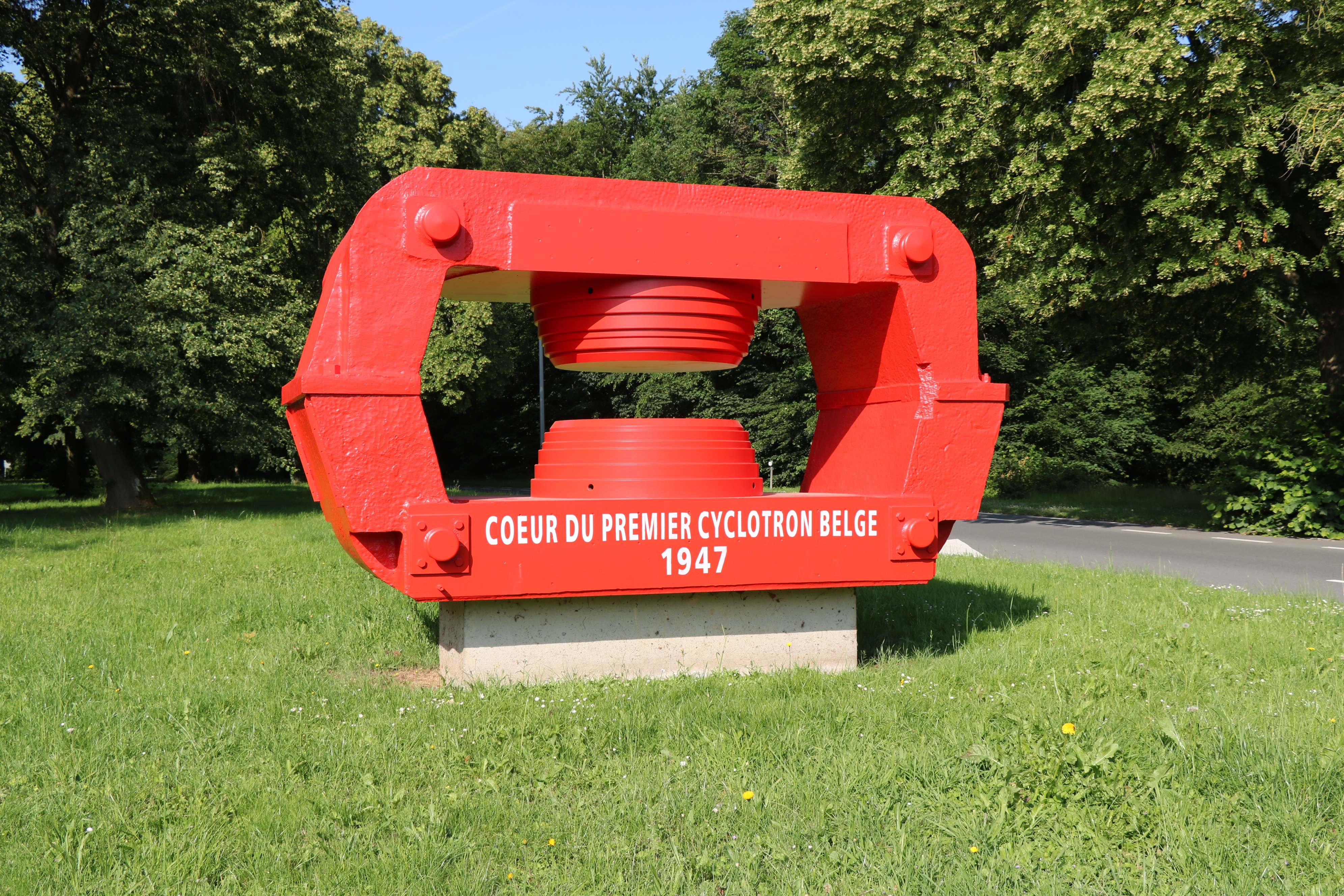
Ímã do primeiro cíclotron belga (1947).

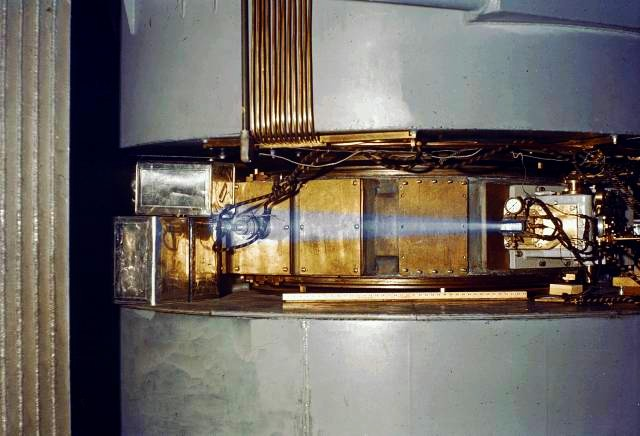
Luz emitida em decorrência da ionização do ar por um feixe de íons no cíclotron do Lawrence Berkeley National Laboratory.

Na física de partículas, cíclotron (português brasileiro) ou ciclotrão (português europeu) é um equipamento no qual um feixe de partículas sofre a ação de um campo elétrico com uma frequência alta e constante e um campo magnético perpendicular estático. Foi inventado em 1929 por Ernest Lawrence que o usou em experimentos com partículas com 1 MeV (Um Mega elétron-Volt).

## Configuração
O cíclotron possui dois eletrodos ocos que têm a forma de uma letra D. Sua montagem é numa câmara de vácuo entre os polos de um eletromagneto. Os prótons, dêuterons (Núcleo de um átomo de deutério, constituído por um próton e um nêutron), começam a se locomover no interior dos eletrodos em forma de D.

### Aceleração
No início da locomoção, é injetada uma diferença de potencial alternada de alta frequência e potência nos eletrodos ("Dês") cuja frequência de ressonância é próxima à da circulação iônica, produzindo assim saltos de aumento de velocidade. Cada vez que as partículas passam de um elétrodo para o outro subsequente estas adquirem uma trajetória em forma de espiral.
Em seguida ocorre com as partículas uma trajetória em forma hipóide, ou de semicírculos, cujos raios são crescentes havendo então uma perda do foco do feixe.

## Focalização e correção da trajetória
Devido à perda de foco, é necessário um sistema de "focalização" para forçar os íons(pt-BR) ou iões(pt-PT?) numa trajetória pré determinada (Bobinas colimadoras), evitando assim a perda iônica por espiralamento. 
Bobinas colimadoras causam uma repolarização forçada através da variação radial negativa do campo magnético, assim, haverá sobre a partícula uma pequena componente perpendicular ao plano do movimento de aceleração. O efeito manterá a trajetória da partícula estável não permitindo a perda desta para fora do acelerador. Essa componente de correção é primordial, pois a trajetória total da partícula muitas vezes chega a centenas de metros e, conforme o caso, milhares.

## Aumento de massa e o efeito relativístico
A correção de trajetória pela focalização do feixe iônico somado ao efeito relativístico causa um aumento de massa nas partículas, pois é sabido que ao se aumentar a energia acaba havendo o surgimento de uma diferença entre a freqüência de oscilação do potencial acelerador e a freqüência de circulação da partícula no segmento da sua trajetória. Este efeito gera um erro inflacionário, que aumenta a cada volta, limitando assim a energia máxima da partícula.

## Resolução para diminuir o erro inflacionário
Para resolver o problema do erro exponencial, ou inflacionário, é necessário variar a frequência aplicada aos elétrodos em forma de D, assim pode-se alterar a focalização iônica através da variação dos campos magnéticos sobre as partículas. Para tal, foi desenvolvido um equipamento chamado sincrocíclotron cuja construção foi possível porque existem órbitas estáveis onde a freqüência de revolução é igual à freqüência da diferença de potencial aplicada aos elétrodos.